# Hexatoma (Eriocera) tonkinensis
Hexatoma (Eriocera) tonkinensis is een tweevleugelige uit de familie steltmuggen (Limoniidae). De soort komt voor in het Oriëntaals gebied.